# Кале (Равен)
Кале или Равенското кале (на македонска литературна норма: Кале, на албански: Kalaja), е антична и средновековна крепост, разположена над положкото село Равен, Северна Македония.

## Местоположение
Намира се на около 1 km западно от селото, на висок хълм със заравнено било.

## История
Представлява укрепено селище и некропол от Късната античност и Средновековен некропол. Запазени са части от крепостната стена, изградена от ломен камък и варов хоросан с дебелина до 2 m. Външният пояс на крепостта също е изграден от ломен камък и варова мазилка, като дебелината на тези стени е до 0,60 m. В подножието на крепостта, към Йеловичката река, са открити следи от селище – сгради от ломен камък и варова мазилка, а на повърхността се откриват фрагменти от керамични съдове, питоси. Намерени са още монети на Валентиниан I и Юстиниан I. Северозападно от крепостта са открити останки – гробове от късноантичен некропол, а над него в горните пластове има гробове от славянски некропол, изграден от каменни плочи – тип цист.